# Diplacina ismene
Diplacina ismene är en trollsländeart som beskrevs av Maurits Anne Lieftinck 1933. Diplacina ismene ingår i släktet Diplacina och familjen segeltrollsländor. Inga underarter finns listade i Catalogue of Life.